# Sérgio Luís Donizetti
Sérgio Luís Donizetti, més conegut com a João Paulo, (Campinas, Brasil, 9 de juliol de 1964) és un exfutbolista brasiler. Va disputar 17 partits amb la selecció del Brasil.